# إدغار هيرمان
إدغار هيرمان (بالإنجليزية: Edgar Herrmann) هو مساعد سائق ‏ كيني، ولد في 20 فبراير 1932.

## روابط خارجية
- إدغار هيرمان على موقع eWRC-results.com (الإنجليزية)